# Hygronemobius histrionicus
Hygronemobius histrionicus är en insektsart som beskrevs av Fernando de Zayas 1974. Hygronemobius histrionicus ingår i släktet Hygronemobius och familjen syrsor. Inga underarter finns listade i Catalogue of Life.